# 石川藩
石川藩（いしかわはん）は、江戸時代前期、陸奥国石川郡内で1万石を領有した藩。
寛文2年（1662年）、本多忠勝の曾孫・忠平（白河藩主）が襲封にあたり次弟の忠利に陸奥石川郡のうち16か村1万石を分与して成立した白河藩の支藩である。天和元年（1681年）9月に三河国挙母藩へ移封となったため、19年で石川藩は廃藩となった。

## 歴代藩主
本多家
1万石。譜代。
1. 忠利